# Allofono
In fonologia, un allofono di un fonema è una realizzazione fonetica (o fono) che in una determinata lingua non ha carattere distintivo, ma si trova a essere in distribuzione complementare con gli altri allofoni dello stesso fonema. Sinonimo di "allofono" sono "variante combinatoria" e "variante di posizione".
In italiano un esempio lampante è rappresentato dal fonema /n/, che possiede ben quattro allofoni. Se si considerano, per esempio, le parole naso, conca e anfibio, in ognuna di esse il fonema /n/ è realizzato in realtà utilizzando foni diversi. Il primo è effettivamente [n] (nasale alveolare), mentre gli altri sono realizzati rispettivamente , [ŋ] (nasale velare), [ɱ] (nasale labiodentale). Di questi foni, solo uno, [m] ,è anche, in altri contesti, fonema: gli altri risultano esclusivamente dal cambiamento del punto di articolazione del fonema, influenzato dai fonemi adiacenti.
Inoltre si ha la pronuncia [m] (nasale bilabiale, esistente anche come fonema e scritto "m") se alcuni nomi di persona sono scritti in modo scorretto come  'Gianpaolo' e 'Gianpietro', invece che nella forma grammaticalmente corretta 'Giampaolo' o 'Giampietro', in cui la scrittura è stata adeguata col fonema /m/.
Per continuare con gli esempi, in panca e valanga il fono nasale velare [ŋ] è foneticamente differente dalla /n/ di pane ([n], alveolare: /ˈpane/ [ˈpaːne]) e, anche se si pronunciasse [ˈpãɑ̃ŋɘ], non distinguerebbe una nuova parola per i parlanti italiani. In /ˈpanka/ [ˈpaŋka] e /vaˈlanɡa/ [valaŋɡa] il carattere velare di /n/ è determinato dalla consonante velare che segue ([k] o [ɡ]); si parla dunque di "allofono contestuale" (o di "tassofono") del fonema /n/.
Non tutti gli allofoni sono determinati dal contesto linguistico in cui si vengono a trovare, ma da altri tipi di contesti. La [ŋ] velare di [ˈpãɑ̃ŋɘ] è un tipico tratto regionale settentrionale; la «r moscia» (/r/ uvulare [ʀ, ʁ]) è dovuta a difetti di pronuncia, a particolari abitudini dei singoli parlanti o alla loro provenienza regionale (in Italia è frequente in Valle d'Aosta, in Alto Adige, nel Parmense, nel Piacentino e nel piccolo comune di Paularo in Carnia); la cosiddetta «lisca» è un difetto di pronuncia che fa realizzare la consonante costrittiva alveolare solcata non-sonora /s/ come [ɬ] (fono costrittivo laterale alveolare non-sonoro) e la costrittiva alveolare solcata sonora /z/ come [ɮ] (fono costrittivo laterale alveolare sonoro); è curioso notare come /ɬ/ sia invece un fonema in gallese (grafia ll, come nel cognome Lloyd). In tutti questi casi non si è in presenza di allofoni contestuali in senso linguistico, ma di "variofoni" che possono essere dovuti a "difetti" di pronunzia, o a un idioletto, ovvero a una particolare produzione linguistica individuale, a caratteristiche fonostilistiche reputate prestigiose (i "sociofoni"), o a una forte pronuncia regionale (i "geofoni").